# 拉夫·吉布森
拉夫·吉布森（Ralph Gibson/Ralph Holmes Gibson，1939年—），著名美国摄影家。

## 简历
- 1939年在洛杉矶出世。
- 1956年加入美国海军，被派往海军坦纳号测绘军舰上任摄影师。
- 1959年退役，入旧金山艺术学院摄影系从著名摄影家多萝西·兰格深造。
- 1962年毕业，成为自由职业摄影师。
- 1973年获得美国艺术奖学金。
- 1988年获得莱卡杰出成就奖。
- 1989年获得日本摄影学会摄影术150周年奖。
- 1991年获得美国马里兰州立大学荣誉艺术博士衔。

## 摄影集
- Somnambulist 纽约，1970年
- Deja Vu 纽约，1972年
- 《海上》纽约，1974年
- 《位置》巴黎，1988年
- 《玛丽影集》法国，1990年
- 《法兰西历史》纽约，1991年
- 《女人们》，1993年
- 《热风》1994年
- 《光年》苏黎世，1996年
- 《弦外之音》苏黎世，1998年